# Вільянов Авраам Малахович
Авраам (Іван) Малахович Вілья́нов (нар. 1730 — пом. близько 1780) — російський архітектор.
Народився у 1730 році. Навчався у архітектора Дмитра Ухтомського у Москві, 1759 року отримав звання помічника архітектора.
Протягом 1765—1775 років працював у Харкові на посаді губернського архітектора. Користувався формами раннього класицизму. В середині 1770-х років розробляв один з проєктів реконструкції Харкова, який було покладено в основу його подальшого розвитку.
Виконав первісний проєкт (не затверджений) і керував спорудженням губернаторського будинку на вулиці Університетській № 12 (1766—1777; проєкт архітектора М. Тихменєва; тепер хімічний корпус Харківського університету).
Контролював забудову повітових центрів Слобожанщини.